# مگان برنز
مگان برنز (انگلیسی: Megan Burns؛ زادهٔ ۲۵ ژوئن ۱۹۸۶) که با نام بتی کرس (انگلیسی: Betty Curse) هم شناخته می‌شود، موسیقی‌دان و هنرپیشه اهل انگلستان است.

## فیلمشناسی
از فیلم‌ها یا برنامه‌های تلویزیونی که وی در آن نقش داشته‌است می‌توان به آثار زیر اشاره کرد.
- لیام (۲۰۰۰)
- ۲۸ روز بعد (۲۰۰۲)